# 가마노촌
가마노촌(蒲野村)은 일본 야마구치현 오시마군에 설치되었던 촌이다. 현재의 스오오시마정의 일부에 해당한다.